# Ștefănești (gmina Ștefănești)
Ștefănești – wieś w Rumunii, w okręgu Vâlcea, w gminie Ștefănești. W 2011 roku liczyła 1009 mieszkańców.